# Безуар, Василий Викторович
Василий Викторович Безуар (1887 — 7 декабря 1941) — русский морской офицер, капитан 2-го ранга. Участник Первой мировой войны. Участник Белого движения в Сибири и на Дальнем Востоке. Контр-адмирал. В эмиграции в Китае.

## Биография
Родился в 1887 году. Сын вице-адмирала В. А. Безуара. Старший лейтенант отдельных гардемаринских классов.
В составе Русской военно-морской миссии (начальник  адмирал А. В. Колчак, капитан 1-го ранга М. И. Смирнов, капитан  2-го ранга Д. Б. Колечицкий, капитан 2-го ранга В. В. Безуар, лейтенант И. Э. Вуич, лейтенант А. М. Мезенцев и лейтенант В. С. Макаров) в июле 1917 года посетил Англию.
С 30 июня 1918 года служил в Сибирской флотилии. Капитан 1-го ранга. Этим же летом состоял в добровольческой морской роте в Харбине. C 5 декабря 1918 года командовал Амурской флотилией. В феврале 1920 года командовал морской ротой при отступлении Восточного фронта от Хабаровска. Во время перехода границы  8 марта 1920 года подвергся аресту со стороны китайских властей и сидел в тюрьме в Гирине. Был произведен в контр-адмиралы. С июня 1921 года по назначению контр-адмирала Г. К. Старка состоял членом военного совета Сибирской флотилии. 
В октябре 1921 года был назначен начальником отряда транспортов, заведовал эвакуацией из Владивостока. При эвакуации остался в Гензане командуя отрядом из 11 судов Сибирской военной флотилии.
В эмиграции жил в Шанхае. Служил в торговом флоте. Был редактором журнала «Штандарт».
Был убит в 1941 году во время Второй мировой войны японским снарядом, находясь на посту капитана парохода.